# Semmel, Wurst und Birkenwasser
Semmel, Wurst und Birkenwasser (auch bekannt als Die liebestollen Handwerker; Triebe und Gelüste, 2. Teil) ist ein deutscher Erotikfilm aus dem Jahr 1972.

## Handlung
In der kleinen Stadt Bumshausen wohnen drei Freunde: ein Bäcker, ein Metzger und ein Friseur. Wenn ein Sexfilm zum ersten Mal im örtlichen Kino gezeigt wird, sind die drei Männer motiviert, nach sexuellen Erlebnissen zu suchen. Sie müssen sich jedoch ihren Ehefrauen und ihren strengen Chefs (die ständig das Verhalten ihrer Untergebenen überwachen) stellen.

## Kritik
„In einem schwäbischen Städtchen zeigt das Kino zum erstenmal einen Sexfilm. An drei Familien – Bäcker, Fleischer, Friseur – soll erprobt werden, welche Revolution das bei den im ehelichen Einerlei dahintrottenden Frauen und Männern auslöst. Dummes Sexlustspiel. – Wir raten ab.“